# Bäcker Zeitung
Die Bäcker Zeitung ist ein deutschsprachiges Fachmagazin für kleine und mittelständische Betriebe im Bäckerhandwerk.

## Erscheinung
Das Magazin erscheint einmal im Monat. Es wurde 1909 gegründet. Die Zielgruppe sind Handwerksbäcker in Deutschland, Österreich und der Schweiz. Das Magazin erscheint bei der INGER Verlagsgesellschaft mbH mit Sitz in Osnabrück. Chefredakteur und Geschäftsführer des Verlages ist Trond Patzphal. Die Bäcker Zeitung ist Mitglied des IVW. Die Auflage liegt bei 3.000 Exemplaren pro Ausgabe.
Die jeweiligen Jahresinhaltsverzeichnisse können im Archiv der Bäcker Zeitung auf der Seite der BackMedia eingesehen werden.

## Geschichte
Die Bäcker Zeitung wurde 1909 als Bäcker-Zeitung für Nord-, West- und Mitteldeutschland vom Bäckerfachverein Hannover gegründet. Die erste Ausgabe der Zeitschrift erschien am 30. Januar 1909 mit Georg Severin als Verleger. Im selben Jahr wurde er von Paul Dobler, dem Besitzer des Alfelder Gilde-Fachverlags, abgelöst. 1934 übernahm sein Sohn Ewald Dobler die Fachzeitung. Dieser wurde 1946 von seinem Sohn Hans-Gerhard Dobler abgelöst. Seit 1984 führte Wilhelm Schlame den Gilde-Fachverlag während Hans-Gerhard Dobler bis 2001 im Impressum als Herausgeber fungierte. 1993 kaufte der Verlag den Osttitel Bäcker und Konditor, der bis heute als Unterausgabe der Zeitschrift (mit Logo) Bäcker Zeitung weiter erscheint.
Zum 1. Januar 2002 erwarb die 2001 gegründete BackMedia Verlagsgesellschaft mbH in Bochum mit Trond Patzphal als Verleger die Bäcker Zeitung. Anfang 2014 ging die BackMedia Verlagsgesellschaft mbH, Bochum, in der INGER Verlagsgesellschaft mbH, Osnabrück, auf. Während die Bäcker-Welt anfangs eine Beilage zur Bäcker Zeitung war, ist sie mittlerweile in dem Fachmagazin aufgegangen. Als fester Bestandteil der Bäcker Zeitung informiert die Bäcker-Welt im Mittelteil jeder Ausgabe über regionale und Verbands-Neuigkeiten aus den einzelnen Bundesländern.